# 금관대로
금관대로(Geumgwandae-ro Blvd (Road), 金官大路, 국도 제58호선의 일부)는 경상남도 김해시 장유동 창원터널에서 경상남도 김해시 내외동 연지2교사거리을 잇는 김해시내의 관내 간선도로이다. 이 구간은 과거 지방도 제1017호선의 도로이기도 하다. 경로를 보면 연지2교사거리에서 출발하여, 내외동, 외동사거리, 칠산, 명법, 장유를 경유하여 지방도 제1020호선로 들어가서 창원터널로 진행이 된다. 일부구간은 자동차전용도로로 지정되어있다.

## 구성

### 차로수
- 연지2교사거리~외동사거리 : 편도 2차로 (왕복 4차로)
- 외동사거리~장유지하차도 : 편도 3차로 (왕복 6차로)
- 장유지하차도~창원터널 : 편도 2차로 (왕복 4차로)

### 터널
- 창원터널

## 경유지
경상남도
- 김해시
  - 장유2동 - 장유1동 - 칠산서부동 - 내외동

## 노선
| 이름                      | 접속 노선                      | 소재지 | 소재지 | 비고       |
| ------------------------- | ------------------------------ | ------ | ------ | ---------- |
| 창원터널                  |                                | 김해시 | 장유동 |            |
| 대청1교                   |                                | 김해시 | 장유동 |            |
| 대청나들목                | 제105호선 남해고속도로 제3지선 | 김해시 | 장유동 |            |
| 대청2교                   |                                | 김해시 | 장유동 |            |
| (이름없음) (대청교)       | 대청로                         | 김해시 | 장유동 |            |
| 대청지하차도              |                                | 김해시 | 장유동 |            |
| 장유나들목                | 제104호선 남해고속도로 제2지선 | 김해시 | 장유동 |            |
| 장유동행정복지센터 사거리 | 지방도 제1020호선 (장유로)     | 김해시 | 장유동 |            |
| 무계지하차도              |                                | 김해시 | 장유동 |            |
| 대동1단지사거리           |                                | 김해시 | 장유동 | (지하차도) |
| 외덕사거리                | 유하로 무계로                  | 김해시 | 장유동 | (지하차도) |
| (이름없음)                | 골든루트로                     | 김해시 | 장유동 |            |
| 정천교                    |                                | 김해시 | 장유동 |            |
|                           | 칠산서부동                     | 김해시 |        |            |
| 외동사거리                | 지방도 제1042호선 (분성로)     | 김해시 | 내외동 |            |
| 동성ART삼거리             | 평전로                         | 김해시 | 내외동 |            |
| 생명과학고사거리          | 금관대로1251번길 내외로        | 김해시 | 내외동 |            |
| 평전사거리                | 경원로                         | 김해시 | 내외동 |            |
| 내동사거리                | 금관대로1335번길 구지로        | 김해시 | 내외동 |            |
| 우암삼거리                | 금관대로1368번길               | 김해시 | 내외동 |            |
| 칼삼거리                  | 평전로                         | 김해시 | 내외동 |            |
| 연지2교사거리             | 김해대로 구산로                | 김해시 | 내외동 |            |

## 연결 도로
- 분성로
- 남해고속도로
- 남해고속도로제2지선
- 남해고속도로제3지선
- 동서대로
- 김해대로

## 주의사항
이 도로는 자동차전용도로이므로 자전거, 보행자, 손수레 등은 통행할 수 없다. 이륜자동차(모터사이클 혹은 오토바이)는 긴급자동차(싸이카 및 소방용 모터사이클 등)에 한해 통행이 가능하며, 그 밖의 이륜자동차는 통행할 수 없다.

## 같이 보기
- 김해대로
- 동서대로

1. ↑  교차로와 나들목뿐만 아니라 인근 지역의 건물 및 시설 등도 포함